# Joan Prats i Vallès

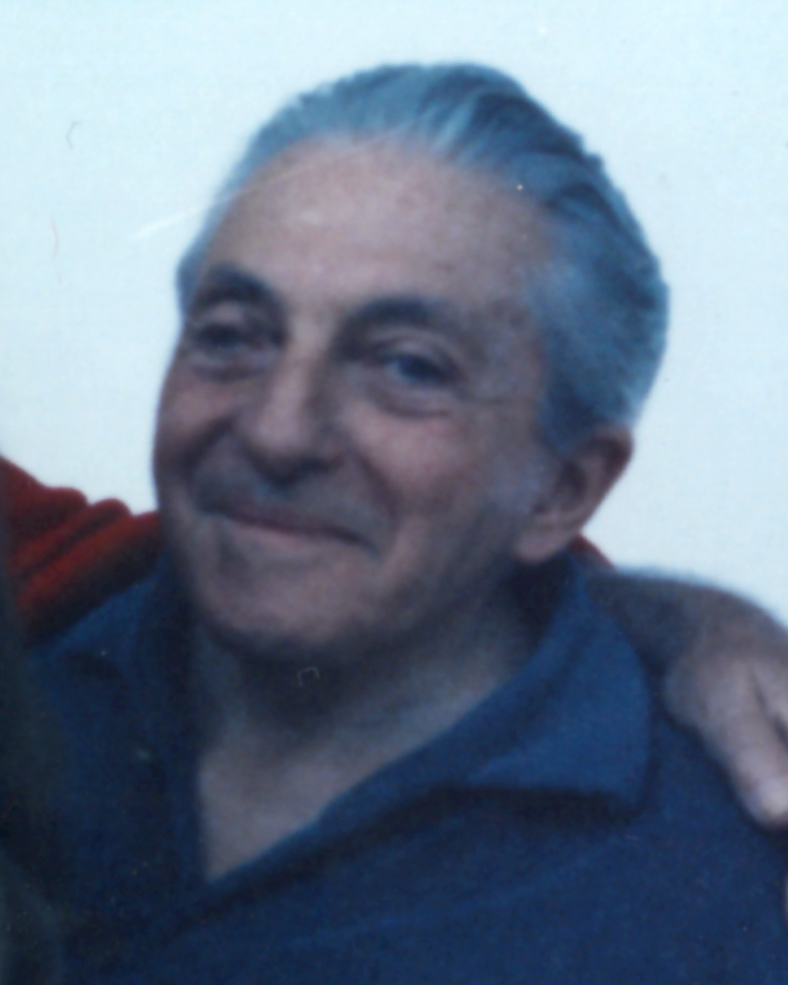
Joan Prats i Vallès

Joan Prats i Vallès (* 1891 in Barcelona; † 1970 ebenda) war ein katalanischer Unternehmer (Hutmacher), Kunstsammler, Promoter, Berater und Veranstalter von künstlerischen Aktivitäten.

## Leben
Seine Tätigkeit war geprägt durch sein Interesse an der Welt der Kunst. Eine sehr enge Freundschaft bestand zu Max Ernst, Paul Klee, Joan Brossa und Joan Miró. Joan Prats unterstützte insbesondere auch den Dichter Josep Vicenç Foix.
Als 1936 der Spanische Bürgerkrieg ausbrach, verließ Joan Prats zusammen mit Joan Miró Barcelona und lebte zeitweise in Paris. Während der Zeit des Bürgerkriegs setzte er sich bei der Rettung des katalanischen künstlerischen Erbes ein und war maßgeblich an der  Ausstellung der katalanischen Kunst in Paris beteiligt. In der Nachkriegszeit, nach ein paar Monaten Gefängnis, setzte er sich für die Vereinheitlichung der Avantgardisten International ein.  Er war der führende Geist und Gründer des Club Cobalto 49 (Agrupació artística), der junge Menschen mit den Künstlern seiner Generation zusammenführte. Als Berater war er in der Kunstszene von Katalonien tätig. Er verfasste zahlreiche Schriften, thematisierte neben der Kunst und Literatur auch die Philosophie, die Ethnologie und die Anthropologie. Prats war auch Autor und Mitherausgeber des Magazins Dau al Set.
Kurz vor seinem Tod war er der wichtigste Initiator der Joan-Miró-Stiftung, wobei er der mit einer umfangreichen Schenkung den Grundstock zur heutigen Sammlung legte. Im Jahr 1975, drei Jahre nach seinem Tod, öffnete die Stiftung Fundació Joan Miró – Centre d’Estudis d’Art Contemporani ihre Pforten in der katalanischen Hauptstadt Barcelona für die Öffentlichkeit. 1976 wurde in Barcelona die Galeria Joan Prats eröffnet, die seinen Namen trägt.